# Arsênio, o Grande
Arsênio (português brasileiro) ou Arsénio (português europeu), o Grande, também conhecido como Arsênio, o Diácono, Arsênio de Escetes e Arsênio de Roma, foi um tutor imperial romano que se tornou um anacoreta no Egito e um dos mais admirados Padres do Deserto, cujos ensinamentos foram muito influentes no desenvolvimento do ascetismo e da vida contemplativa.

## Biografia
Arsênio nasceu em 350, em Roma, numa família senatorial cristã. Após a morte de seus pais, Afrositty sua irmã foi admitida numa comunidade de virgens, ele doou toda a sua herança para os pobres e passou a viver uma vida asceta. Arsênio se tornou famoso pela sua retidão e sabedoria. Há um considerável debate sobre a acuracidade de diversos pontos na vida de Arsênio.
Diz-se que ele foi ordenado diácono pelo Papa Dâmaso I e que, por volta de 383, o terá recomendado ao imperador bizantino Teodósio I, em resposta a um pedido dele imperador romano para que lhe encontrassem no ocidente um tutor para seus filhos (os futuros imperadores Arcádio e Honório). Arsênio terá sido escolhido por conhecer bem a literatura grega. Ele chegou em Constantinopla no mesmo ano e passou onze anos junto da família imperial. Aí chegado à corte, o imperador deu-lhe esplêndidas acomodações e viveu, por desejo do imperador, com grande pompa. 
Por volta do ano 400, ele se juntou aos monges do deserto em Escetes, no deserto da Nítria, e pediu para ser aceito entre os eremitas que ali moravam. São João, o Anão, para cuja cela ele fora conduzido, apesar de ter sido avisado da importância do visitante, não tomou conhecimento disso e deixou-o de pé sozinho ao mesmo tempo que convidou os demais para se sentarem à mesa. Quando o repasto já estava meio terminado, ele atirou um pedaço de pão para ele, sinalizando com um ar de indiferença para que ele comesse se quisesse. Arsênio, no começo, manteve alguns dos hábitos antigos (como cruzar as pernas ou colocar um pé sobre o outro). Por isso, o abade pediu aos demais que imitassem a postura de Arsênio na reunião seguinte e, ao atenderem seu pedido, repreendeu Arsênio publicamente. Recebido o golpe, o novo monge entendeu a lição e se corrigiu.
Em 434, ele foi forçado a deixar a região por conta de ataques que estavam ocorrendo contra os mosteiros e às celas dos eremitas pelos Mazici (uma tribo da Líbia). Nessa altura mudou-se para Troe (perto de Mênfis, no Egito) e algum um tempo na ilha de Canopus (nas redondezas de Alexandria).
Ele passou os quinze anos seguintes vagando pelo deserto antes de retornar a Troe por volta de 445, morrendo em seguida com 100 anos de idade.
Durante cinquenta e cinco anos de vida solitária, ele terá sido sempre o mais maltrapilho de todos, se punindo pela aparente vaidade do período anterior de sua vida. De maneira similar, para se penitenciar por ter usado perfume na corte, ele nunca trocava a água na qual ele umedecia as folhas de palma que ele usava para fazer seu colchão, simplesmente adicionava água quando a que ali estava evaporava, o que exalava um odor pútrido. Mesmo quando ele se dedicava aos trabalhos manuais, ele jamais relaxava sua atenção às orações. A todo momento, lágrimas de devoção caíam de seus olhos. Mas o que o distinguiu dos demais era a sua falta de vontade de agir como conselheiro de seu antigo pupilo, o agora imperador romano Arcádio, se negando até mesmo a ser o seu distribuidor de esmolas para os pobres e para os mosteiros da região. Ele invariavelmente se negava a receber visitas, não importando o quão importantes ou a condição em que estavam, deixando para seus discípulos o cuidado de recebê-las. 
A biografia de Santo Arsênio foi escrita por Teodoro Estudita e é famoso por sempre repetir que "Muitas vezes eu falei e me arrependi do que disse, mas jamais me arrependi do meu silêncio.”
Seus contemporâneos o admiravam tanto a ponto de apelidá-lo de "O Grande".

## Obras
Duas de suas obras ainda existem: um guia para a vida monástica intitulado "Instruções e Conselhos" (em grego:  διδασκαλία και παραινεσις) e um comentário sobre o Evangelho de Lucas chamado de "Sobre as tentações da Lei" (em grego:  εις τον πειρασθεν νομικος). Fora isso, muitos dos ditos atribuídos a ele estão na obra Apophthegmata Patrum.